# نابلس
نابُلُس یا شکیم (در عربی: نابلس، در عبری: שכם) شهر و مرکز استان نابلس در کرانه باختری است که در کشور فلسطین قرار دارد.

## مردم
مردم این شهر مسلمان با مذهب شافعی هستند.

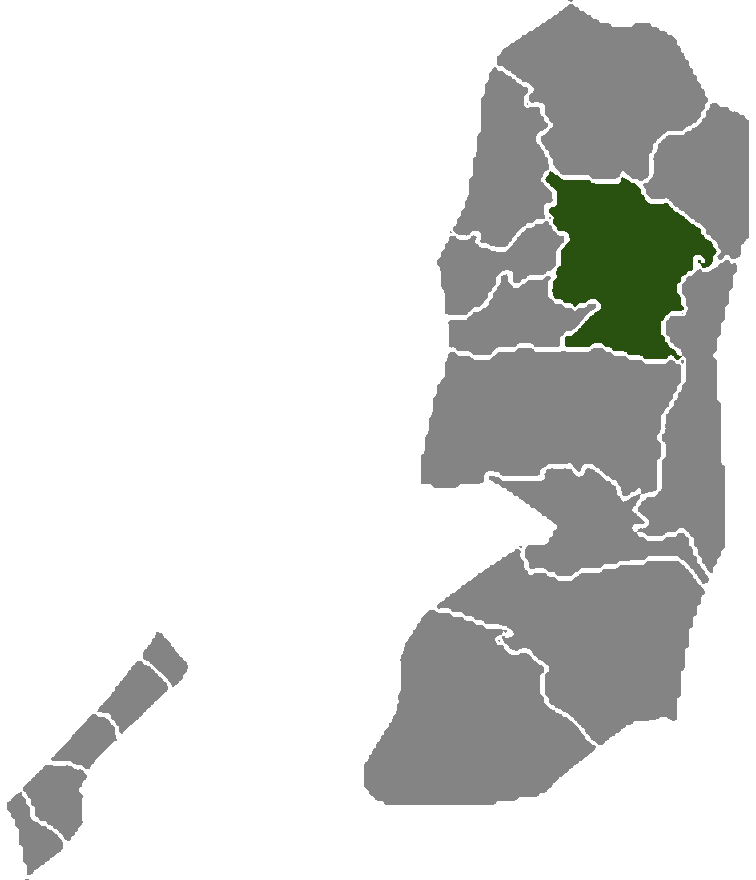